# Odessa Grand Prix
L'Odessa Grand Prix est une course cycliste créée en 2015 et disputée sous forme de deux épreuves en ligne. Elle se déroule à Odessa en Ukraine et fait partie du calendrier de l'UCI Europe Tour.
L'édition 2020 est annulée en raison de la pandémie de coronavirus,.

## Palmarès

### Odessa Grand Prix 1
| Année | Vainqueur          | Deuxième        | Troisième          |
| ----- | ------------------ | --------------- | ------------------ |
| 2015  | Oleksandr Polivoda | Matej Mugerli   | Artem Topchanyuk   |
| 2016  | Oleksandr Prevar   | Vitaliy Buts    | Oleksandr Golovash |
| 2017  | Mykhailo Kononenko | Vitaliy Buts    | Oleksandr Polivoda |
| 2019  | Matvey Nikitin     | Volodymyr Dzhus | Stanislau Bazhkou  |

### Odessa Grand Prix 2
| Année | Vainqueur    | Deuxième      | Troisième          |
| ----- | ------------ | ------------- | ------------------ |
| 2015  | Vitaliy Buts | Matej Mugerli | Viesturs Lukševics |